# Etne
Etne (eller Etnesjøen) är en tätort belägen i Etne kommun i Vestland fylke i västra Norge. Orten är kommunens centralort såväl som största tätort. Etne ligger längst innerst i fjordarmen Etnefjorden vid Europaväg 134, omkring åtta kilometer söder om tätorten Skånevik och tio kilometer nordost om tätorten Ølen i Vindafjords kommun. Tätorten har 1 207 invånare (2015).
I centrum av orten finns en staty av Magnus Erlingsson som var kung av Norge mellan 1161 och 1184. Han var troligtvis född i Etne.